# Колдірон (Кентуккі)
Колдірон (англ. Coldiron) — переписна місцевість (CDP) в США, в окрузі Гарлан штату Кентуккі. Населення — 222 особи (2020).

## Географія
Колдірон розташований за координатами 36°49′42″ пн. ш. 83°27′10″ зх. д. / 36.82833° пн. ш. 83.45278° зх. д. (36.828288, -83.452879).  За даними Бюро перепису населення США в 2010 році переписна місцевість мала площу 0,56 км², з яких 0,50 км² — суходіл та 0,06 км² — водойми.

## Демографія
Згідно з переписом 2010 року, у переписній місцевості мешкали 223 особи в 90 домогосподарствах у складі 62 родин. Густота населення становила 400 осіб/км².  Було 105 помешкань (188/км²).
Расовий склад населення:
| - 99,1 % — білих |

До двох чи більше рас належало 0,9 %. Частка іспаномовних становила 0,0 % від усіх жителів.
За віковим діапазоном населення розподілялося таким чином: 25,6 % — особи молодші 18 років, 64,1 % — особи у віці 18—64 років, 10,3 % — особи у віці 65 років та старші. Медіана віку мешканця становила 38,8 року. На 100 осіб жіночої статі у переписній місцевості припадало 85,8 чоловіків;  на 100 жінок у віці від 18 років та старших — 86,5 чоловіків також старших 18 років.
За межею бідності перебувало 16,1 % осіб, у тому числі 0,0 % дітей у віці до 18 років та 0,0 % осіб у віці 65 років та старших.
Цивільне працевлаштоване населення становило 52 особи. Основні галузі зайнятості: освіта, охорона здоров'я та соціальна допомога — 30,8 %, будівництво — 25,0 %, сільське господарство, лісництво, риболовля — 17,3 %, роздрібна торгівля — 15,4 %.